# آهن كتي (بايين خيابان ليتكوة)
آهن کتي (بالفارسية: آهن‌کتی) هي قرية تقع في إيران في قسم بایین خیابان لیتکوة الريفي. يقدر عدد سكانها بـ 267 نسمة بحسب إحصاء 2016.